# Weir, Mississippi
Weir är en ort (town) i Choctaw County i Mississippi i USA.
Vid 2020 års folkräkning hade Weir 441 invånare.

## Kända personer
- Roy Oswalt, basebollspelare